# Pereta
Pereta is een plaats (frazione) in de Italiaanse gemeente Magliano in Toscana.